# أندي غورتن
أندي غورتن (بالإنجليزية: Andy Gorton)‏ هو لاعب كرة قدم بريطاني في مركز حراسة المرمى، ولد في 23 سبتمبر 1966 في سالفورد ‏ في المملكة المتحدة. لعب مع أولدهام أثلتيك وستوكبورت كونتي ونادي ألترينتشام ونادي بوري ونادي ترانمير روفرز ونادي كرو ألكساندرا ونادي لينكولن سيتي ونادي ويتون ألبيون.